# 塞奇普縣
塞奇普縣是印度的一個縣，位於該國東北部，由米佐拉姆邦負責管轄，面積1,422平方公里，識字率為97.91%，2011年人口64,937，人口密度每平方公里46人。

## 外部連結
- Serchhip district website

23°18′36″N 92°51′00″E / 23.31000°N 92.85000°E